# Clear (Unix)

Képernyő törlése a clear parancsot használva

A clear Unix és Linux operációs rendszerbeli parancs, mely a képernyő tartalmát törli. 
A clear parancsnak nem kell argumentumokat megadni.